# Mário Quintana
Mário Quintana (Alegrete, 30 de julio de 1906-Porto Alegre, 5 de mayo de 1994) fue un poeta brasileño. 
Quintana hizo sus primeras letras en su ciudad natal, se mudó en 1919 para Porto Alegre, donde estudió en el Colegio Militar de Porto Alegre, publicó allí sus primeras producciones literarias. Trabajó para la Editora Globo y en la farmacia paterna. Considerado el "poeta de las cosas simples", con un estilo marcado por la ironía, por la profundidad y por la perfección técnica, trabajó como periodista casi toda su vida. Tradujo más de 130 obras de la literatura universal, entre ellas En busca del tiempo perdido de Marcel Proust, Mrs Dalloway de Virginia Woolf y Palabras y Sangre, de Giovanni Papini.

## Obras

### Obra poética
- A Rua dos Cataventos - Porto Alegre, Editora do Globo, 1940.
- Canções - Porto Alegre, Editora do Globo, 1946.
- Sapato Florido - Porto Alegre, Editora do Globo, 1948.
- O Aprendiz de Feiticeiro - Porto Alegre, Editora Fronteira, 1950.
- Espelho Mágico - Porto Alegre, Editora do Globo, 1951.
- Inéditos e Esparsos - Alegrete, Cadernos do Extremo Sul, 1953.
- Poesias - Porto Alegre, Editora do Globo, 1962.
- Caderno H - Porto Alegre, Editora do Globo, 1973.
- Apontamentos de História Sobrenatural - Porto Alegre, Editora do Globo / Instituto Estadual do Livro, 1976.
- Quintanares- Porto Alegre, Editora do Globo, 1976.
- A Vaca e o Hipogrifo - Porto Alegre, Garatuja, 1977.
- Esconderijos do Tempo - Porto Alegre, L&PM, 1980.
- Baú de Espantos - Porto Alegre - Editora do Globo, 1986.
- Preparativos de Viagem - Río de Janeiro - Editora Globo, 1987.
- Da Preguiça como Método de Trabalho - Río de Janeiro, Editora Globo, 1987.
- Porta Giratória - São Paulo, Editora Globo, 1988.
- A Cor do Invisível - São Paulo, Editora Globo, 1989.
- Velório Sem Defunto - Porto Alegre, Mercado Aberto, 1990.
- Água - Porto Alegre, Artes e Ofícios, 2001.

### Obras para niños
- O Batalhão das Letras - Porto Alegre, Editora do Globo, 1948.
- Pé de Pilão - Petrópolis, Editora Vozes, 1968.
- Lili inventa o Mundo - Porto Alegre, Mercado Aberto, 1983.
- Nariz de Vidro - São Paulo, Editora Moderna, 1984.
- O Sapo Amarelo - Porto Alegre, Mercado Aberto, 1984.
- Sapato Furado - São Paulo, FTD Editora, 1994.

### Antologías
- Nova Antologia Poética - Río de Janeiro, Ed. do Autor, 1966.
- Prosa & Verso - Porto Alegre, Editora do Globo, 1978.
- Chew me up Slowly (Caderno H) - Porto Alegre, Editora do Globo / Riocell, 1978.
- Na Volta da Esquina - Porto Alegre, L&PM, 1979.
- Objetos Perdidos y Otros Poemas - Buenos Aires, Calicanto, 1979.
- Nova Antologia Poética - Río de Janeiro, Codecri, 1981.
- Literatura Comentada - Editora Abril, Seleção e Organização Regina Zilberman, 1982.
- Os Melhores Poemas de Mário Quintana (seleção e introdução de Fausto Cunha)- São Paulo, Editora Global, 1983.
- Primavera Cruza o Rio - Porto Alegre, Editora do Globo, 1985.
- 80 anos de Poesia - São Paulo, Editora Globo, 1986.
- Trinta Poemas - Porto Alegre, Coordenação do Livro e Literatura da SMC, 1990.
- Ora Bolas - Porto Alegre, Artes e Ofícios, 1994.
- Antologia Poética - Porto Alegre, L&PM, 1997.
- Mario Quintana, Poesia Completa - Río de Janeiro, Nova Aguilar, 2005.

## Homenaje de Manuel Bandeira
Meu Quintana, os teus cantares
Não são, Quintana, cantares:
São, Quintana, quintanares.
Quinta-essência de cantares...
Insólitos, singulares...
Cantares? Não! Quintanares!